# Micromeles
Micromeles là một chi của thực vật có hoa thuộc họ Hoa hồng. Phạm vi phân bố của nó là từ Nepal đến Nhật Bản và Sumatra.

## Các loài
Các loài được công nhận trong chi Micromeles:
- Micromeles calcicola (W.B.Liao & W.Guo) Mezhenskyj
- Micromeles calocarpa (Rehder) M.Aizawa
- Micromeles coronata (Cardot) Mezhenskyj
- Micromeles cuspidata (Bertol.) C.K.Schneid.
- Micromeles griffithii Decne.
- Micromeles japonica (Decne.) Koehne
- Micromeles paucinerva (Merr.) Rushforth
- Micromeles prunifolia (W.B.Liao & H.J.Jing) Mezhenskyj
- Micromeles rhamnoides Decne.
- Micromeles rhombifolia (C.J.Qi & K.W.Liu) Mezhenskyj
- Micromeles zahlbruckneri (C.K.Schneid.) Mezhenskyj